# Ясутоши Миура
Ясутоши Миура (на японски: 三浦 泰年) е японски футболист и треньор. От 2021 г. е наставник на тима на Сузука Пойнт Гетърс. Негов брат е футболистът Казуйоши Миура.

## Национален отбор
Записал е 3 мача за националния отбор на Япония.
| Япония | Япония | Япония |
| Година | Мачове | Голове |
| ------ | ------ | ------ |
| 1993   | 3      | 0      |
| Общо   | 3      | 0      |